# 葛凝秀
葛凝秀（？—1644年），號鍾五，山西太原府平定州人。明末清初政治人物。同進士出身。

## 生平
天啓七年（1627年）丁卯科山西鄉試第四十九名舉人，七年（1634年），登甲戌科會試第九十七名，廷試三甲第一百七十二名進士，刑部观政，十年授行人司行人，十四年考选户部福建司主事，升山東司郎中。居亲丧，庐墓六载。闯军东败而归，將其挟持，要任命为伪官，凝秀不从，向北拜後自缢而死。

## 家族
曾祖葛灿，祖葛承爱，父葛遇阳。